# Коджа Мустафа-паша
Коджа Мустафа-паша (ум. 1512) —  великий визирь Османской империи в 1511—1512 годах. Назначен Баязидом II и казнён Селимом I.

## Биография
Информации о первых годах жизни Мустафы недостаточно. Возможно, он был он греческого или франкского происхождения. Имя его отца в документах указывается как Абдулмуин, как бывает у новообращённых. Видимо, Мустафа попал в Стамбул по девширме и получал образование в Эндеруне.
Когда  Баязид II ещё не был султаном, Мустафа поступил к нему на службу и вошёл в его ближнее окружение. После воцарения Баязида в 1481 году Мустафа стал главным казначеем.  В 892 (1487) году он был назначен кетхюдой охранников дворца (капыджы), а через два года стал капыджибаши (начальником охраны) Топкапы.
Мустафе было доверено важное дипломатическое поручение. Когда Джем-султан сбежал в Европу, именно Мустафе Баязид доверил переговоры с папой Иннокентием VIII . Мустафа сначала посетил великого магистра иоаннитов на Родосе, а затем 30 ноября 1490 года отплыл в Италию.
Ходили слухи, что он получил секретное указание отравить Джема бритвой, пропитанной ядом, но это сомнительно. Сохранился отчёт Мустафы, посланный им Баязиду. Из этого отчета видно, что заданием Мустафы было обеспечить нахождение Джема под стражей за дары и плату  40000 золотых в год. Мустафа передал письма Баязида II папе и посетил  Джема, которому тоже передал письмо Баязида II и подарки. Свидетели описывали эту встречу: поскольку папа боялся, что Мустафа имеет задание отравить Джема, посланника заставили распечатать письмо Баязида Джему, понюхать и лизнуть все листы.
Вернувшись в Стамбул в 1491 году, Мустафа связался с послами Франческо II Гонзага.
Послы описывали  его как влиятельную фигуру. 17 сентября 1491 года послы снова прибыла в Стамбул и посетили Мустафу. Объектом бесед опять был Джем. Заняв пост санджакбея Охрида Мустафа продолжал решать вопросы, возникавшие в связи с проблемой Джема.
Он атаковал город Синигалья в Италии с флотом и взял восемьдесят пленных.
Были данные, что в 901 году (1495-96 гг.) он был санджакбеем  Влёры.
В 903 году (1497-98) Мустафа стал санджакбеем Галлиполи, а осенью того же года стал бейлербеем Румелии.
Согласно итальянским источникам, несмотря на то, что Мустафа находился в провинции, но его связи с двором сохранялись и влияние не уменьшалось. Как бейлербей Румелии Мустафа участвовал в экспедиции в Морею в рамках османо-венецианской войны.
1 Зилькаде 904 (10 июня 1499 г.) Мустафа  потребовал сдачи замка Инебахти. После отказа защитников сдать крепость, он её осадил. 21 мухаррам 905 г. (28 августа 1499 г.) крепость была взята. Мустафа-паша велел снять пушки  и перевезти их к Модону. 
5 июля 1500 года  он присоединился к осаде Модона.
Он стал визирем 13 раджаба 907 г. (22 января 1502 г.) во время смены визиря, произошедшей после смерти визиря Месих-паши в 1501 г. после кампании в Морее.
Через год его назначили вторым визирем.
В источниках нет четких сведений о том, что он был визирем в 1504 и 1505 годах. Однако тот факт, что его имя было упомянуто на первом месте среди других визирей в документе от 911 г. (октябрь 1505 г.), можно предположить, что он был визирем.
Венецианские источники утверждают, что Мустафа-паша был визирем в 1506 году и что паша, выделяющийся своей жадностью, принял шиитское вероучение.
В этих источниках также упоминается, что  жалобы на его чрезмерные требования были переданы султану.
Возможно, из-за увеличения числа таких жалоб на него осенью 1506 года он был уволен, а печать великого визиря была передана Атику Али-паше.
Однако Мустафа-паша сохранил свое место в совете в качестве второго визиря. Это демонстрирует его влияние и незаменимость для Баязида.
Мустафа-паша никогда не покидал Баязида II, и как государственный деятель, который знал его самые сокровенные секреты, он играл важную роль в борьбе султаната, которая в то время имела тенденцию к нарастанию.
Имя Мустафы-паши стоит на втором месте в перечислении визирей в  шабана 912 г. (декабрь 1506 г.).
В борьбе за трон между сыновьями Баязида он поддерживал принца Ахмеда. В сентябре 1511 года, в соответствии с желанием II Баязида, было согласовано с визирями в совете сделать принца Ахмеда наследным принцем. Однако это возмутило янычаров, поддерживавших  Селима, 27 Cemâziyelahir 917/21 сентября 1511 года янычары восстали и напали на дома сторонников принца Ахмеда. Дом Мустафа-паши был разграблен, его жена и гарем попали в руки мятежников, хотя сам он и бежал. Янычары хотели, чтобы такие люди, как Казаскер Муейедзаде Абдуррахман Эфенди, губернатор Румели Хасан-паша, Нишанджи Таджизаде Джафер-челеби, особенно Мустафа-паша, были выселены из Стамбула. Однако II Баязид не уволил Мустафу-пашу и оставил его при себе.
16 evval 917 (6 января 1512 г.) он снова получил должности визиря. Весьма вероятно, что во время этих событий Мустафа-паша отвернулся от принца Ахмеда и стал поддерживать Селима.
Ему удалось убедить Баязида передать трон Селиму.
Таким образом, он позволил Селиму стать султаном, пусть даже косвенно. Может быть, по этой причине он какое-то время сохранял свое положение в период нового султана.
Однако слухи, что он был сторонником принца Ахмеда, борющегося за трон в Анатолии, и что он тайно контактировал с ним, подготовили его  конец.
Селим всегда относился к Мустафе-паше с подозрением. 14 рамадан 918/23 ноября 1512 года он был казнен султаном, который выступил против Ахмеда. Он был похоронен в месте под названием Пынарбашикапысы в Бурсе.
Его вакуфы не пострадали, хотя  имущество было конфисковано.
В некоторых османских источниках Мустафа-паша обвиняется в заговоре против Селима с целью привести к власти Ахмеда.
Ашакпашазаде писал, что Мустафа был казнён напрасно по ложным обвинениям.
В венецианских источниках Мустафа-паша  описывается как чрезвычайно жадный, злой и бесстыдный человек.
В очень сложных условиях того периода он всегда был с Баязидом II .
Тот факт, что Явуз Султан Селим сохранил свое положение в первый год своего правления, свидетельствует о его административных качествах. Мустафа-паша, у которого было много благотворительных организаций, преобразовал церковь Андреаса в мечеть в Стамбуле и создал комплекс, состоящий из медресе, имарета и школы, а позже район, в котором находится этот куллие, был назван его именем. Кроме того, он построил мечеть в Эйюпе, имарет в Йеничекарасу в Румелии, мечеть и школу в Неврекопе. Имя его дочери Хунди-хатун встречается в его вакуфном документе.
В Стамбуле Коджа Мустафа-паша разрешил перестроить в мечети две византийские церкви, которые были названы в честь его: Мечеть Коджа Мустафы паши и Мечеть Атик Мустафы паши.